# Hluthi
Hluthi – miasto w dystrykcie Shiselweni w Eswatini; 7000 mieszkańców (2006). Przemysł spożywczy, włókienniczy.
W okolicy uprawiana jest jatrofa na biodiesel.